# Madame Bovary (1991)
Mit Madame Bovary hat der französische Filmregisseur Claude Chabrol 1991 den gleichnamigen Roman (1856) von Gustave Flaubert verfilmt. Die Geschichte handelt von Emma Bovary, die nach der Heirat mit einem Dorfarzt der ländlichen Enge entfliehen will und sich durch einen luxuriösen Lebenswandel stark verschuldet.
Chabrol beanspruchte, den Film so inszeniert zu haben, wie Flaubert ihn gedreht hätte, hätte diesem statt einer Feder eine Kamera zur Verfügung gestanden. Seine Version reiht sich ein unter die zahlreichen Madame-Bovary-Verfilmungen. Vor ihm taten dies bereits Jean Renoir (1933), Gerhard Lamprecht (1937) mit Pola Negri und Vincente Minnelli (1949) mit Jennifer Jones, 1968 gab es einen deutschen Fernsehmehrteiler und außerdem wurde der Stoff in etlichen anderen Produktionen aufgegriffen.

## Kritiken
Die Filmzeitschrift Positif meinte, Chabrols Verfilmung sage nichts über den Schauplatz, die Normandie des 19. Jahrhunderts, aus. Die Rekonstruktion sei dekorativ, geschleckt und hafte zu wörtlich an Flauberts Text. Die Vernachlässigung des sozialen Umfelds der Figuren lasse diese in einem luftleeren Raum zurück. Die Revue du cinéma kam zu einem positiven Urteil. Er verknappe zwar zu sehr, unterschlage sogar einige der zentralen Szenen des Romans; dieser sei letztlich unverfilmbar. Dennoch sei es einer von Chabrols guten Filmen, nüchterner als seine anderen. Huppert spiele großartig, die männlichen Nebendarsteller überzeugten, die Kulissen und Kostüme zeugen von flaubert’scher Präzision und von Detailreichtum.
epd Film urteilte: „Es entsteht ein dichtes Drama, dem man auch bei einer Länge von mehr als zwei Stunden gespannt folgt. (...) Bemerkenswert ist der Schnitt, der mit seinem stetigen Rhythmus und seiner Logik der unerbittlichen Präzision Flauberts gerecht wird. (...) Chabrols Darsteller sind hervorragend.“ Der Fischer Film Almanach sah eine Verwandtschaft zwischen Flaubert und Chabrol, weil beide Sittengemälde ihrer Zeit entwarfen. Der Regisseur habe „recht erfolgreich“ den Stil des Romanciers in den Film übertragen. „»Madame Bovary« mag getrost, auch wegen der Leistung der Schauspieler, der Kamera und nicht zuletzt der Ausstattung, als eine seiner großen Realisationen angesehen werden (…).“

## Auszeichnungen
- Bei der Oscarverleihung 1992 war Corinne Jorry für das beste Kostümdesign nominiert.
- Im gleichen Jahr erhielt der Film eine Nominierung für einen Golden Globe Award als bester fremdsprachiger Film